# دوري اسطنبول لكرة القدم 1935–36
دوري اسطنبول لكرة القدم 1935–36 (بالتركية: 1935-36 İstanbul Futbol Ligi)‏ هو موسم من دوري اسطنبول لكرة القدم ‏. فاز فيه نادي فناربخشه.